# Blethisa
Blethisa là một chi bọ cánh cứng thuộc họ Carabidae đặc hữu của miền Cổ bắc.

## Hình ảnh

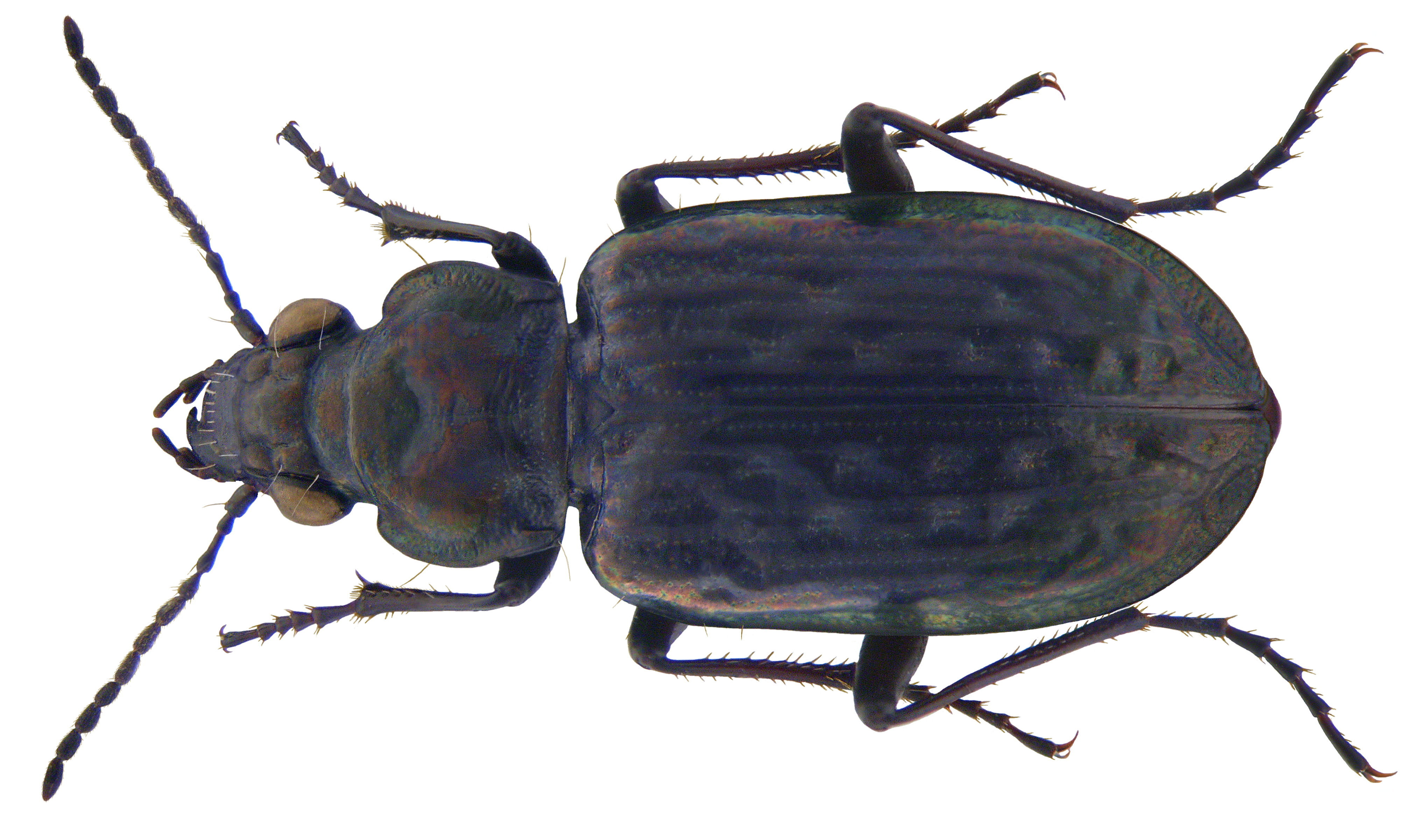